# Nokia 3100
Nokia 3100 es un teléfono tribanda GSM liberado el 17 de junio de 2003 por Nokia como teléfono para principiantes, diseñado principalmente para el mercado más joven. Fue diseñado a partir de los modelos Nokia 3510i y Nokia 7250i.

## Características básicas
El teléfono está equipado con una pantalla de color pasivo de 128x128 píxels y 4096 colores (12 bits), Java MIDP 1.0, XHTML y navegador WAP, GPRS, conectividad Pop-Port. y una batería de litio. También es capaz de reproducir archivos MIDI polifónicos, los cuales pueden utilizarse como tonos de llamada.
El teléfono puede enviar y recibir mensajes de texto y multimedia con tonos de llamada e imágenes en formato BMP, JPEG, PNG y GIF. El teléfono no tiene una grabadora de voz, receptor de radio, reproductor de mp3 ni cámara, aunque es posible añadir una cámara al teléfono a través del puerto Pop-Port. 

## Menú del sistema
Nokia 3100 utiliza el firmware de la plataforma Series 40 el cual utiliza grandes iconos estáticos en vez de iconos animados usados en otros teléfonos de Nokia.
El menú tiene 14 categorías principales:
1. Mensajes - Consistente en un editor de mensajes de texto y multimedia.
2. Registro de llamadas - Registra la duración de las llamadas, conexiones y números de teléfono utilizados.
3. Agenda - Una agenda con editor de contactos.
4. Perfiles - Perfiles de usuario para varias situaciones (silencio, alto, general...).
5. Opciones - Permite configurar el teléfono.
6. Alarma - Una simple alarma.
7. Galería - Pequeño administrador de archivos en el que se puede almacenar imágenes y tonos de llamada.
8. Calendario - Calendario con notas y recordatorios.
9. Juegos - Directorio de juegos java.
10. Aplicaciones - Directorio para aplicaciones.
11. Extras - Algunas utilidades extra como calculadora, cuenta atrás y cronómetro.
12. Servicios - Navegador WAP y opciones.
13. Ir a - Opciones para el menú "Ir a", todas las opciones más utilizadas se almacenan aquí como atajos de teclado.
14. Menú de herramientas de SIM - Contiene información almacenada en la tarjeta SIM como servicios de la red o servicios de pago.

## Variantes

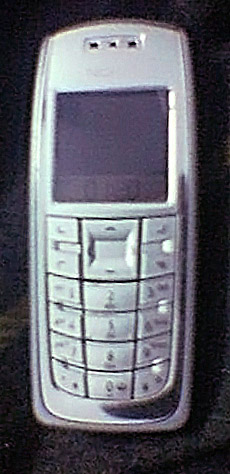
Nokia 3120.

### Nokia 3105
Es la versión CDMA del 3100. Es similar al 3100 excepto por la tapa trasera de la batería, la cual tiene una forma algo diferente. Nokia 3105 se utilizó en Australia en la red de Orange Hutchison hasta el cierre de la red CDMA en Australia a finales de 2006. Todos los clientes de la red de Orange fueron movidos a la red 3G de Hutchison.

### Nokia 3120
Liberado en 2004, este teléfono se diferencia del 3100 en que tiene una carcasa metálica y un teclado revisado.